# Quận Wayne, West Virginia
Quận Wayne là một quận thuộc tiểu bang West Virginia, Hoa Kỳ. Theo điều tra dân số năm 2000 của Cục điều tra dân số Hoa Kỳ, quận có dân số 42.903 người 2. Quận lỵ đóng ở Wayne 6

## Địa lý
Theo Cục điều tra dân số Hoa Kỳ, quận có tổng diện tích 1327 km2, trong đó có 17 km2 là diện tích mặt nước.

### Xa lộ
- Interstate 64
- U.S. Highway 52
- West Virginia Route 37
- West Virginia Route 152
- West Virginia Route 75

### Quận giáp ranh
- Quận Lawrence, Ohio (bắc)
- Quận Cabell (đông bắc)
- Quận Lincoln (đông)
- Quận Mingo (đông nam)
- Quận Martin, Kentucky (nam)
- Quận Lawrence, Kentucky (tây)
- Quận Boyd, Kentucky (tây bắc)

## Thông tin nhân khẩu
Theo điều tra dân số 2 năm 2000, quận đã có dân số 42.903 người, 17.239 hộ gia đình, và 12.653 gia đình sống trong quận hạt. Mật độ dân số là 85 người trên một dặm vuông (33/kmТВ). Có 19.107 đơn vị nhà ở với mật độ trung bình là 38 trên một dặm vuông (15/kmТВ). Cơ cấu dân tộc của cư dân sinh sống ở quận này bao gồm 98,79% người da trắng, 0,13% da đen hay Mỹ gốc Phi, 0,23% người bản thổ Mỹ, 0,20% châu Á, Thái Bình Dương 0,02%, 0,08% từ các chủng tộc khác, và 0,56% từ hai hoặc nhiều chủng tộc. 0,47% dân số là người Hispanic hay Latino thuộc một chủng tộc nào.
Có 17.239 hộ, trong đó 31,20% có trẻ em dưới 18 tuổi sống chung với họ, 59,20% là đôi vợ chồng sống với nhau, 10,80% có nữ hộ và không có chồng, và 26,60% là không lập gia đình. 24,10% hộ gia đình đã được tạo ra từ các cá nhân và 11,10% có người sống một mình 65 tuổi hoặc cao tuổi hơn. Cỡ hộ trung bình là 2,48 và cỡ gia đình trung bình là 2,92.
Trong quận, dân số đã được trải ra với 23,40% dưới độ tuổi 18, 8,70% 18-24, 27,70% 25-44, 25,30% từ 45 đến 64, và 14,90% từ 65 tuổi trở lên đã được những người. Độ tuổi trung bình là 38 năm. Đối với mỗi 100 nữ có 95,80 nam giới. Đối với mỗi 100 nữ 18 tuổi trở lên, đã có 91,80 nam giới.
Thu nhập trung bình cho một hộ gia đình trong đã đạt mức USD 27.352, và thu nhập trung bình cho một gia đình là USD 32.458. Phái nam có thu nhập trung bình USD 31.554 so với 20.720 USD của phái nữ. Thu nhập bình quân đầu người là 14.906 USD. Có 16,20% gia đình và 19,60% dân số sống dưới mức nghèo khổ, bao gồm 25,50% những người dưới 18 tuổi và 15,20% của những người 65 tuổi hoặc hơn.